# ちょ〜りっち!たまごっちのプチプチおみせっち
『ちょ〜りっち!たまごっちのプチプチおみせっち』は、2012年4月19日にバンダイナムコゲームス（当時、のちバンダイナムコエンターテインメント）・バンダイレーベルより発売されたニンテンドー3DS用ソフト。

## ゲーム内容
ニンテンドー3DS向けとしては初のたまごっちで、おみせやさんごっこをするおみせっちシリーズとしては2010年にニンテンドーDSにて発売された『たまごっちのピチピチおみせっち』以来となる。
新要素としてお客様（おきゃくさま）のご要望（ごよーぼー）を聞いて、みらいけんきゅうじょで新商品の開発をしたり、ローカルプレイで友達の「おうち」にあそびに行くことが可能となった。また、すれちがい通信ですれ違った相手の「おみせ」や「おうち」に自分のたまごっちが訪れる（その逆も）。

### おみせ
- はいしゃさん
- アクセサリーやさん
- ケーキやさん
- クリーニングやさん
- たこやきやさん
- おふろやさん
- おはなやさん
- ピアノレッスンやさん
- ヘアメイクやさん
- みらいけんきゅうじょ
- とっきょちょー - ごっち大王のごよーぼーを受けて、新商品を申請する。

## ちょ〜りっち! たまごっちのプチプチおみせっちでバイオリンレッスン
ニンテンドーeショップで2012年7月4日に配信開始されたニンテンドー3DS用ダウンロードソフト。価格は200円。
パッケージ版にあったピアノレッスンやさんのバイオリン版。ローカルプレイ対応。